# Договор от Тлателолко
| Договор                | Ареал                          | Площ           | Държави | В сила от        |
| ---------------------- | ------------------------------ | -------------- | ------- | ---------------- |
| Антарктически          | Антарктида                     | 14 000 000 km2 |         | 23 юни 1961      |
| В Космоса              | В Космоса                      |                |         | 10 октомври 1967 |
| Тлателолко             | Латинска Америка Карибско море | 21 069 501 km2 | 33      | 25 април 1969    |
| В световната акватория | Световна акватория             |                |         | 18 май 1972      |
| Раротонга              | Южен Пасифик                   | 9008,458 km2   | 13      | 11 декември 1986 |
| Бангкок                | ASEAN                          | 4465,501 km2   | 10      | 28 март 1997     |
| Монголия               | Монголия                       | 1 564 116 km2  | 1       | 28 февруари 2000 |
| Централна Азия         | Централна Азия                 | 4003,451 km2   | 5       | 21 март 2009     |
| Пелиндаба              | Африка                         | 30 221 532 km2 | 53      | 15 юли 2009      |
|                        | Total:                         | 84 000 000 km2 | 116     |                  |

Договорът от Тлателолко за неразпространение на ядреното оръжие в региона на Карибско море и Латинска Америка. е подписан на 14 февруари 1967 г.

Всички страни от региона, с изключение на Бразилия и Аржентина подписват договора
.
Предложението за договора е на мексиканския Президент, Адолфо Лопес Матеос, и е реализиран с усилията на мексиканския дипломат Алфонсо Гарсия Роблес в отговор на страховете породени от кубинската ракетна криза, за което Кралската шведска академия на науките присъжда на Гарсия Роблес Нобеловата награда за мир през 1982 г.
Като се изключи Протокол №1 от договора, нератифициран от Американския Сенат,

всички останали страни подписали договора го ратифицират в пълния му текст.

## Произхождащи положения
По силата на договора, държавите участнички се задължават да забраняват и предотвратяват „опитите със, употребата на, производството, екипирането или придобиването на каквито и да е елементи на ядрено оръжие“ както и „получаването, складирането, инсталирането, изстрелването или притежанието на всякакви форми ядрено оръжие.“

Договорът включва два допълнителни протокола: 

- Протокол 1., обвързва с договора страните с презокеански териториални владения в региона – а това са Нидерландия, Великобритания, Франция и САЩ.

| Нидерландия                                              | Великобритания                                                                                       | Франция                                                        | САЩ                                                                         |
| -------------------------------------------------------- | --- | -------------------------------------------------------------- | --------------------------------------------------------------------------- |
| Бонер, Кюрасао Синт Мартен, Аруба, Синт Еустатиус, Саба. | Ангуила, Вирджинските острови, Кайманови острови, Търкс и Кайкос Фолкландски острови, Южна Джорджия. | Френска Гвиана Гваделупа, Мартиника, Сен Бартелми, Сен Мартен. | Пуерто Рико, Американски Вирджински острови и Малки далечни острови на САЩ, |

- Протокол 2., задължава останалите световни ядрени или да се стараят да не подкопават без ядрения статут на зоната. Той е подписан и ратифициран от САЩ, Великобритания, Франция, Китай и Русия.

Договорът създава провизии за механизми на обстоен контрол и удостоверение, под надзора на специално сформираната Агенция за Забрана на Ядрените Оръжия в Латинска Америка и Карибите (оригинално съкращение: OPANAL), с главна квартира в Мексико сити.

## История на договора
Конференцията състояла се в района на Мексико сити, Тлателокло, през 1967 <--година, започва на--!> приключва на 14 февруари след подписване, от страните на региона присъстващи и представени в региона, на договор с цел съхраняване на безядрения до онзи момент статут на Латинска Америка. За пръв път в световната дипломатическа история, договор за създаване на ЗСЯО се разпростира над такава обширна населена територия. За сравнение, подписаният през 1961 година договор урегулира зоната на Антарктика и съответно на изключително ниска средна гъстота на населението. Още през 1967 година всички Латиноамерикански държави, с изключение на Куба и Аржентина, подписват договора още през 1967 г., като се включват Тринидад и Тобейго и Джамейка. Към 1972 година договорът е ратифициран от сигнаторите. Договорът влиза в сила на 22 април 1968 г., след като към ратифицирането на договора от Мексико се включва и Ел Салвадор, отказвайки се от провизиите по член 28 за влизане в сила.
Аржентина ратифицира договора едва през 1994, повече от 26 години след подписването му, съответно била без защитата на договора по време на войната за Малвинските островите (Фолкландската криза).
И други латиноамерикански англоезични нации се присъединяват скоро, след получаване на независимостта си от Великобритания през 1968, 1975 и 1983 г. Други се включват доста по-късно (през 1989, 1992, 1994, 1995), катовсички го ратифицират в рамките на 4 години от подписването. Независимо от по-късното присъединяване, британските колонии са били защитени от договора от подписването на Протокол I от Великобритания.
Нидерландия ратифицира Протокол I през 1971; Суринам подписва договора през 1976, скоро след обявяване на независимостта си от Холандия, но го ратифицира едва през 1997, 21 години след включването си.
САЩ подписват Протокол I отнасящ се до Пуерто Рико и ам. Вирджински о-ви през 1977 и ратифицират през 1981.
Франция подписва Протокол I за карибските си владения и Френска Гвиана през 1979, но го ратифицира едва през 1992.
Всичките пет ядрени държави ратифицират Протокол II през 1979.
Куба е последната държава от региона, подписала договора през 1995 и ратифицирала го на 23 октомври 2002, по този начин се приключва процеса а включване на всичките 33 страни от Латинска Америка и Карибите. Куба ратифицира „с особено мнение“ поради резервации относно Базата Гуантанамо. 